# Phyllis McGinley
Phyllis McGinley (ur. 21 marca 1905 w Ontario w Oregonie, zm. 22 lutego 1978 w Nowym Jorku) – poetka amerykańska. 
W 1908 rodzina przeniosła się do Colorado. Po śmierci ojca wyjechała do Ogden w stanie Utah. Studiowała na University of Southern California i na University of Utah w Salt Lake City. Dyplom uzyskała w 1927. Przez rok pracowała jako nauczycielka w Ogden, a potem w New Rochelle w stanie Nowy Jork. Była edytorką działu poezji w nowojorskim czasopiśmie Town and Country. W 1937 poślubiła Charlesa Haydena i wyjechała z nim do Larchmont w stanie Nowy Jork. Wydała Confessions of a Reluctant Optimist (1973), Love Letters (1954), Stones from a Glass House (1946), A Pocketful of Wry (1940), One More Manhattan (1937) i On the Contrary (1934). W 1961 otrzymała Nagrodę Pulitzera w dziedzinie poezji za tomik Times Three: Selected Verse from Three Decades with Seventy New Poems (1960). 